# ЭД6
ЭД6 (Электропоезд Демиховский, 6-й тип) — опытный российский электропоезд постоянного тока, выпущенный в 2000 году на Демиховском машиностроительном заводе.

## История
Разработка электропоезда была начата в 1997 году в соответствии с заданиями Федеральной целевой Программы «Разработка и производство пассажирского подвижного состава нового поколения на предприятиях России (1996—2005 годы)». В качестве основы разрабатываемого состава был взят серийный электропоезд ЭД4М, на котором было решено применить асинхронные тяговые электродвигатели и тележки специальной конструкции. В конце 2000 года Демиховским машиностроительным заводом (ДМЗ) был выпущен шестивагонный электропоезд, получивший обозначение ЭД6-0001 и состоящий из двух прицепных головных, двух моторных промежуточных и двух прицепных промежуточных вагонов (2Пг+2Мп+2Пп). По сути, состав состоит из двух секций М+2П. Такое соотношение вагонов (вместо классического М+П) вполне допустимо ввиду увеличенной мощности тяговых электродвигателей (ТЭД).
В мае 2001 года электропоезд прибыл на экспериментальное кольцо ВНИИЖТа в Щербинке для наладки и испытаний. В сентябре 2002 года на время проведения выставки в Щербинке электропоезд был дополнен прицепным вагоном ЭД6-000107. После выставки вагон в состав электропоезда не включали; его отправили обратно на завод, где он был порезан.
Следует заметить, что основная составность пригородного варианта (по проекту) 2Пг+5Мп+4Пп, а общее число вагонов в составе может быть любым от трёх до десяти.
Реализация проекта должна была проводиться в два этапа. На первом этапе предстояло создать опытный образец пригородного электропоезда с внедрением инновационных технических решений, что фактически и было воплощено в ЭД6-0001 (см. раздел «Конструкция»). На втором этапе предполагалось начать серийное производство, а также создать состав местного сообщения с конструкционной скоростью 160 км/ч и основной составностью 2Пг+3Мп+5Пп. Повышение конструкционной скорости было бы возможным при создании для прицепных вагонов бегунковой тележки, унифицированной с тяговой. Предполагалось также внедрить ряд конструктивных усовершенствований: установка энергопоглощающих аппаратов в лобовой части и специальных тягово-сцепных устройств жёсткого типа, входных дверей с электромеханическим приводом, автоматических межвагонных дверей и т.д. Были сделаны даже прорисовки нового дизайна модульной кабины и вагонов. Новый состав должен был получить обозначение ЭД6М. Однако на каком-то этапе проект был если не закрыт, то, по крайней мере, заморожен.
Что касается опытного ЭД6-0001, его приёмочные и сертификационные испытания были закончены в декабре 2002 года. В ходе испытаний выяснилось, что по ряду показателей электропоезд не соответствует требованиям заказчика. В процессе испытаний был обнаружен недопустимо высокий уровень виброускорений в элементах привода, что привело к откручиванию болтов крепления деталей привода, редуктора и тягового двигателя. После незначительной доработки экипажной части электропоезд был направлен на Свердловскую ж.д. для эксплуатационных испытаний без пассажиров.
В марте 2003 года электропоезд проходил эксплуатационный пробег без пассажиров в депо Свердловск-Пассажирский Свердловской железной дороги. В период мая-июня 2003 года он эксплуатировался на участках Нижний Тагил — Екатеринбург — Тугулым Свердловской ж.д. Потребовалась дополнительная доработка систем электрооборудования для обеспечения стабильной работы. Решались вопросы снижения уровня радиопомех. Тем не менее, эти работы не были доведены до конца. Из-за вновь возникших вибраций в приводе поездки пришлось приостановить для серьезного рассмотрения проблемы. В июле 2003 года ЭД6-0001 был отправлен обратно на доработку на завод.
Весной-летом 2004 года электропоезд вновь был отправлен на экспериментальное кольцо ВНИИЖТа. Весной 2008 года электропоезд проходил эксплуатационный пробег без пассажиров в депо Перерва Московской железной дороги.
6 октября 2010 года электропоезд был отправлен на станцию Омск-Пассажирский Западно-Сибирской железной дороги для дальнейшего перемещения на полигон.
С 2011 года  его вагоны используются в качестве учебных пособий и одновременно музейных экспонатов (на учебном полигоне Омского государственного университета путей сообщения и т.п.).

## Общие сведения
Опытный состав, не прошедший полностью испытания, остался в единственном экземпляре. ДМЗ продолжил выпуск и модернизацию электропоездов серий ЭД4 и ЭД9.

### Технические характеристики
Основные параметры электропоезда ЭД6:
| Параметр                                                  | Местное сообщение | Пригородное сообщение |
| --------------------------------------------------------- | ----------------- | --------------------- |
| Конструкционная скорость, км/ч                            | 160               | 130                   |
| Количество вагонов, шт                                    | 3-10              | 3-10                  |
| Длина электропоезда основной составности, м               | 220,6             | 242,7                 |
| Длина вагона, мм                                          | 22 056            | 22 056                |
| Ширина вагона, мм                                         | 3522              | 3522                  |
| Мест для сидения (для основной составности), шт.          | 640               | 748                   |
| Удельная мощность, кВт/т                                  | 10,2              | 15,0                  |
| Среднее ускорение до скорости 100 км/ч, м/с2              | 0,50              | 0,63                  |
| Остаточное ускорение на скорости 160 км/ч, м/с2, не менее | 0,50              | —                     |
| Время разгона до максимальной скорости, с, не более       | 200               | 60                    |

### Нумерация и маркировка
Система нумерации, применённая на опытном образце ЭД6, в целом соответствует принятой для других электропоездов ДМЗ. Состав получил номер четырёхзначного написания (0001). Маркировка на лобовой части головного вагона содержит обозначение состава ЭД6 (слева от автосцепки) и номер состава 0001 (справа от автосцепки). Каждый вагон состава получил свой номер в шестизначном формате, где первые четыре цифры - номер состава, последние две - номер вагона. При этом для шестивагонной композиции опытного состава моторные вагоны получили чётные номера 02 и 04, головные - нечётные 01 и 09; прицепные – следующие нечётные (03 и 05). Маркировка вагонов выполнена под окнами в центре в формате ЭД6-0006ХХ, где ХХ - номер вагона. Например, ЭД6-000101 - головной вагон (Пг); ЭД6-000102 - моторный (Мп) и т.п. Как упоминалось выше, был построен дополнительный вагон с нечётным номером 07. Под лобовыми стёклами головного вагона закреплён логотип завода ДМЗ варианта конца 1990-х гг.

## Конструкция

### Механическое оборудование

#### Кузов
Кузова вагонов опытного электропоезда были изготовлены из нержавеющей стали по чертежам вагонов ЭД4М (с незначительными изменениями). Предполагалось, что применённые материалы позволят увеличить срок эксплуатации вагонов по сравнению с серийными вагонами ЭД4М с 28 до 40 лет. Поскольку поезд оборудован системой управления с использованием волоконно-оптической линией передачи, были применены специальные межвагонные соединения.

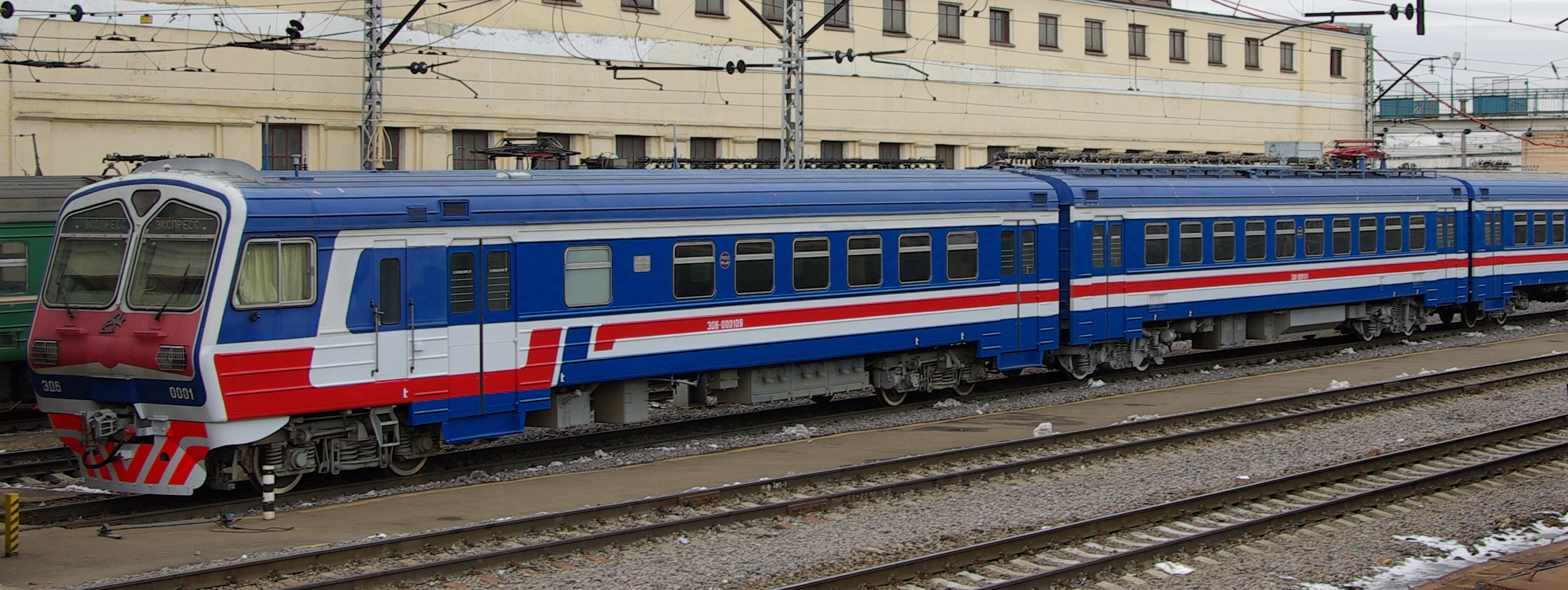
Электропоезд ЭД6-0001 в депо Перерва

#### Тележки

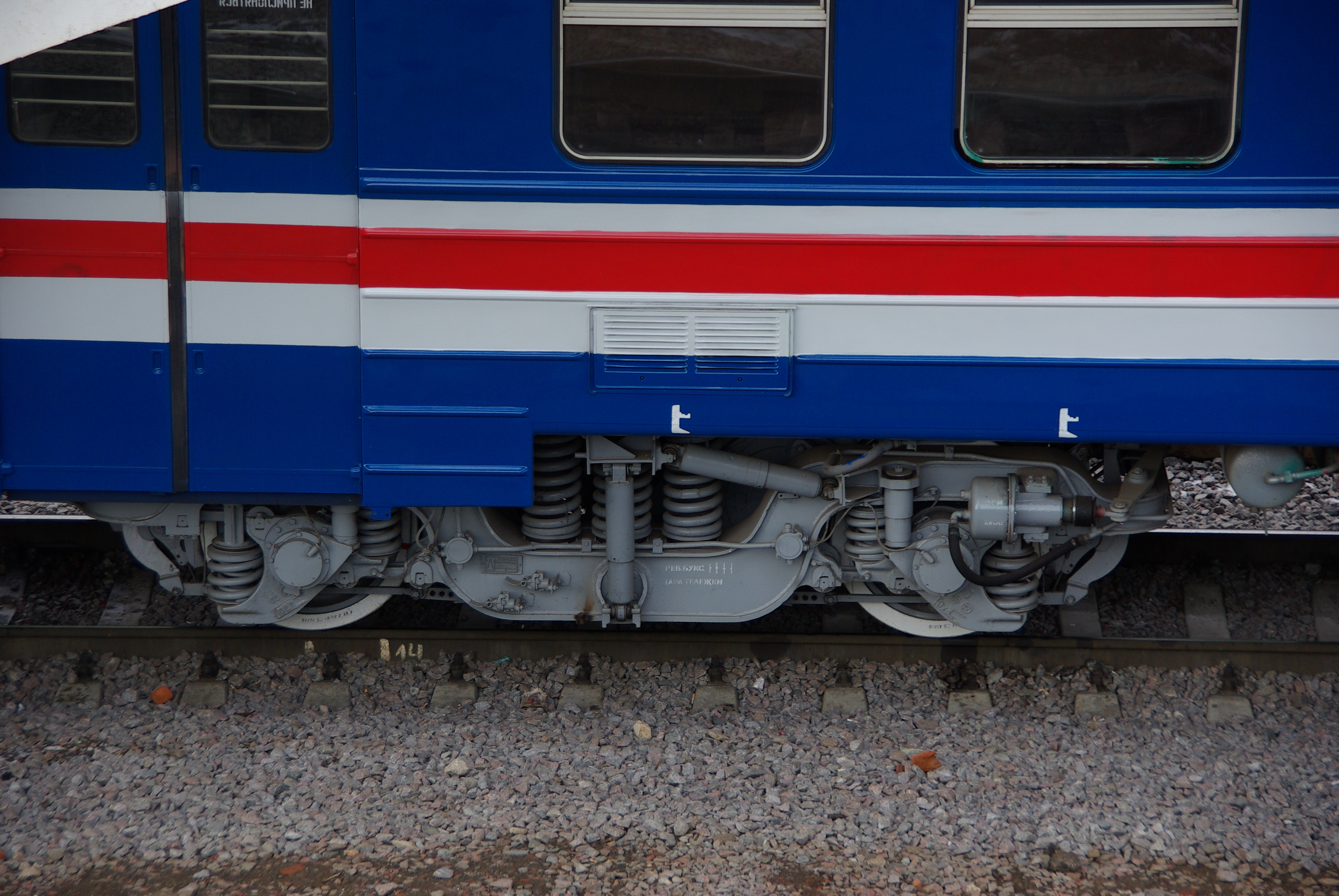
Тяговая тележка электропоезда

Специально для нового электропоезда были сконструированы новые тяговые тележки. Разработчик проекта — ПКБВ «Магистраль». Применен тяговый привод 3 класса первого рода с полым валом и опорно-рамным креплением тягового двигателя и редуктора. Диаметр бандажей моторных колёсных пар равен диаметру колёс немоторных колёсных пар — 950 мм. Редуктор — двухступенчатый со сварным корпусом. Система подвешивания — Флексикоил. Конструкция тяговой тележки рассчитана на эксплуатацию с максимальной скоростью 160 км/ч.
Предполагалось, что такая тележка станет также базовой для электропоездов местного сообщения, изменения коснутся только передаточного числа редуктора.
На прицепных вагонах применены тележки, аналогичные применяемым на прицепных вагонах серий ЭД4 и ЭД9.

### Электрооборудование

#### Тяговые электродвигатели
На электропоездах установлены асинхронные тяговые электродвигатели модели ДТА 400-6 УХЛ2 с изоляцией класса H и C, остовом сварной конструкции, изготовленные на предприятии ОАО «Новая Сила». Номинальная мощность — 400 кВт. Кратковременная перегрузочная способность 460 кВт (1 мин). Линейное напряжение 2200 В. Несмотря на высокую мощность, масса двигателя составляет всего 998 кг; это более чем в два раза меньше массы серийных коллекторных тяговых двигателей. Охлаждение двигателя — самовентиляция с забором воздуха из подоконного пространства кузова. Двигатель оснащен датчиком числа оборотов, тремя термодатчиками фазных обмоток и двумя термодатчиками подшипниковых щитов. Информация с датчиков используется системой управления для регулирования скорости, оптимизации тепловых и предотвращения аварийных режимов работы.

#### Тяговые преобразователи
Питание попарно соединенных электродвигателей осуществляется от двух тяговых преобразователей фирмы Hitachi, установленных на моторных вагонах. Каждый преобразователь представляет собой автономный инвертор напряжения, выполненный по трёхточечной схеме с применением IGBT-транзисторов. На инверторы подаётся напряжение тяговой сети 3000 В через входной LC-фильтр. Система охлаждения — испарительная. Такая схема уже достаточно отработана на многих электропоездах, изготовленных фирмой Hitachi для Японских железных дорог. Защита осуществляется с помощью вакуумных быстродействующих выключателей (БВ). На опытном образце в период испытаний временно установлен БВ UR26 производства швейцарской фирмы Secheron с электромагнитным дутьём.

#### Система рекуперативно-реостатного торможения
Электропоезд оборудован следящим рекуперативно-реостатным торможением. Система управления в каждый момент времени определяет оптимальный режим торможения для реализации заданной тормозной силы с учётом внешних факторов и плавно перераспределяет мощность между рекуперативным, реостатным и пневматическим тормозом при преимуществе рекуперативного. Для электропоезда ЭД6 были специально сконструированы тормозные резисторы. Конструктивно они представляют собой ТЭНы, запрессованные в теплорассеивающий радиатор из нержавеющих материалов. Индуктивность таких резисторов минимальна. Конструкция — модульная, мощность на моторный вагон — 480 кВт, общий вес 300 кг. Модули резисторов, соединенные последовательно, расположены на крыше моторного вагона в два ряда по 15 м длиной.

#### Питание вспомогательных цепей
Для питания вспомогательных цепей применён высоковольтный статический преобразователь, выполненный также с применением IGBT-транзисторов производства Hitachi. Разработчик и изготовитель преобразователя — Центральный научно-исследовательский институт судовой электротехники и технологии (ЦНИИ СЭТ), головной разработчик тяговых преобразователей электропоезда ЭС250. Конструктивно вспомогательный преобразователь состоит из четырёх модулей: входной высоковольтный инвертор с трансформатором мощностью 80 кВА, инвертор напряжения для питания трёхфазных цепей 380/220 В 50 Гц, преобразователь с выходным напряжением 110 В и зарядное устройство аккумуляторных батарей. Преобразователь можно комплектовать произвольным набором модулей, что делает его практически универсальным. Один преобразователь может питать вспомогательные цепи трёхвагонной секции, а в аварийном режиме — по схеме резервирования — до шести вагонов.

#### Система управления
Для управления всеми системами электропоезда ЦНИИ СЭТ разработал двухуровневую микропроцессорную систему управления. Передача информации осуществляется с помощью волоконно-оптической шины данных. Применены межвагонные соединения новой конструкции.

### Оборудование интерьера

#### Кабина машиниста
В пульте машиниста установлены новые приборы безопасности КЛУБ-У, поезд оборудован системой автоведения УСАВПЭ. С помощью системы диагностики машинист или помощник могут контролировать состояние систем. Для этого в пульт встроены многофункциональные компьютерные мониторы. Контроль бдительности машиниста осуществляется с помощью системы ТСКБМ. Кабины оборудованы кондиционерами воздуха.

#### Пассажирский салон
Для отопления салонов применена новая калориферная система, опробованная ранее на вагоне ЭД4М-003407. Из-под сидений исчезли привычные высоковольтные электрические печи. Подача нагретого калориферами воздуха осуществляется из-под окон. На входах в салон — тепловая завеса. Изменилась конструкция потолка. Светильники в салоне люминесцентные, расположены по схеме «световая линия» в два ряда. В линии светильников встроены датчики автоматической системы пожаротушения и громкоговорители. Люминесцентные светильники также установлены в тамбурах и вагонных шкафах. Применены новые оконные блоки со стеклопакетами производства компании Фирма «КМТ» (г. Ломоносов, Россия). На опытном электропоезде представлено несколько вариантов конструкции диванов для пассажиров. Прицепные вагоны оборудованы экологически чистыми туалетами.
В соответствии с новыми стандартами, головные вагоны оборудованы специальными подъёмниками для инвалидов с колясками и соответствующими туалетами.

## Сохранение электропоезда

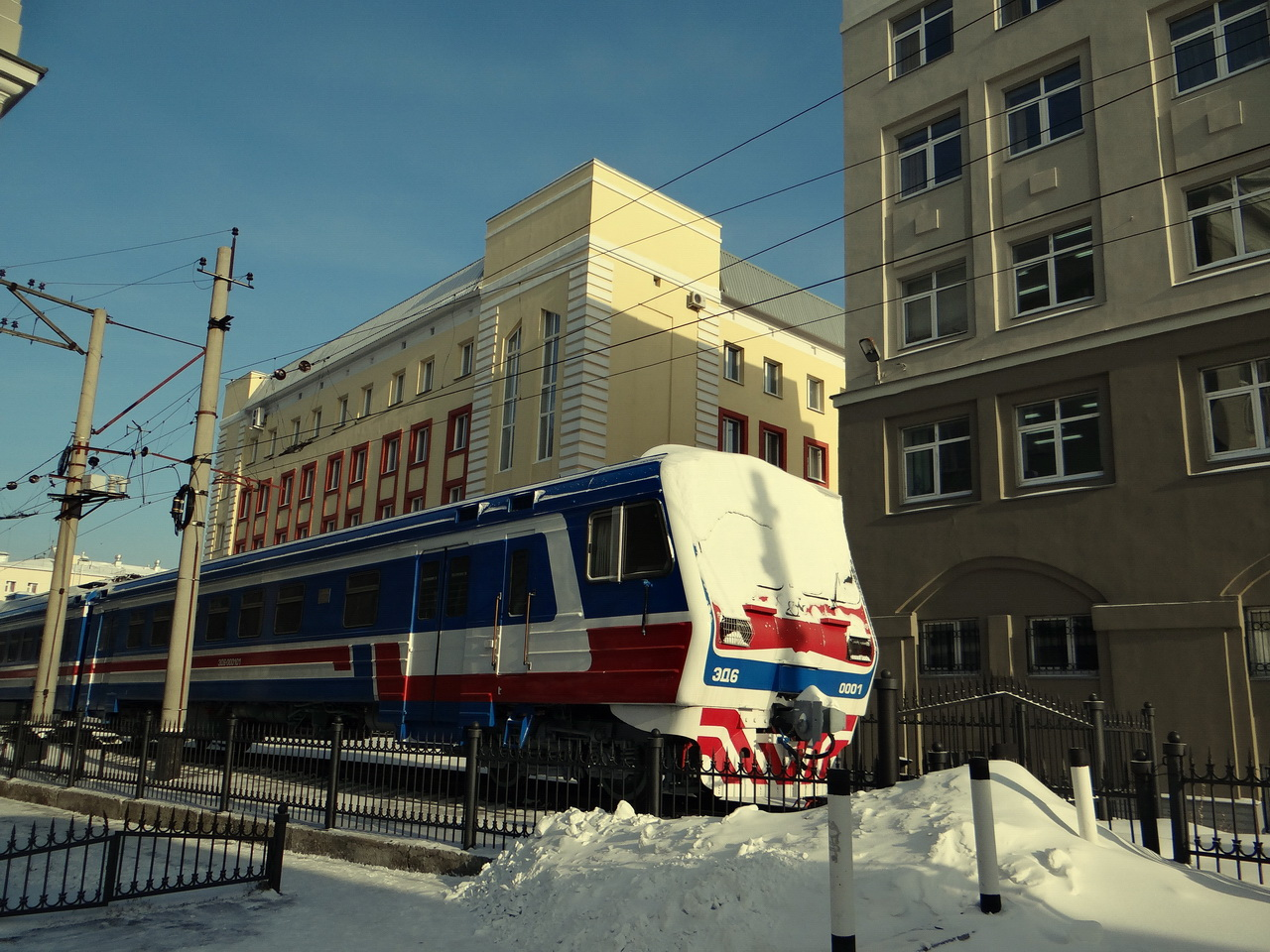
Головная секция электропоезда ЭД6 в Омске

Как уже говорилось ранее, опытный электропоезд ЭД6 оказался в Омске.
ОАО «РЖД» передало все шесть оставшихся вагонов Омскому государственному университету путей сообщения (ОмГУПС). Из них два вагона остались на площадке ОмГУПСа, один вагон ВУЗ передал железнодорожному техникуму в том же Омске, а ещё три – в филиал ОмГУПС Тайгинский институт железнодорожного транспорта (ТИЖТ). При этом на площадке ОмГУПСа остались вагоны Пг (ЭД6-000101) и Мп. Омский техникум получил вагон Пп. Соответственно ТИЖТ получил целую секцию Пг+Мп+Пп.
Следует отметить, что при отборе экспонатов МВПС, как правило, сохраняют только один или два вагона. Таким образом, ЭД6-0001 является одним из немногих электропоездов, которые сохранены для истории на постсоветском пространстве в полной составности (если не учитывать порезку вагона ЭД6-000107).